# Acide ténoïque
L'acide ténoïque (DCI) ou thénoïque, appelé également acide 2-thiophènecarboxylique et thénoate sous forme déprotonée, est un acide carboxylique dérivé du thiophène. Il est utilisé en pharmacie comme antiseptique local (notamment dans des pathologies impliquant des bactéries), notamment dans des spécialités contre des affections rhino-laryngologiques (rhinite, rhinopharyngite) sous forme de sel de sodium seul ou de sel d'éthanolamine, seul, ou en association avec d'autres substances (lysozyme).